# ولاية قضائية (منطقة)
للاطلاع على مقالة بشأن صلاحيات المحاكم والسلطات العامة، انظر، الولاية القضائية.
الولاية القضائية هي منطقة لديها مجموعة من القوانين تخضع لنظام المحاكم أو الدوائر الحكومية والتي تختلف عن المناطق المجاورة.
وكل دولة في الدولة الفيدرالية مثل أستراليا وألمانيا والولايات المتحدة تشكل ولاية قضائية منفصلة. لكن في بعض الأحيان تكون بعض القوانين في الدولة الفيدرالية موحدة في جميع أنحاء الولايات التأسيسية وتُنفذ من قبل مجموعة من المحاكم الاتحادية؛ وهو ما يعني أن الدولة الفيدرالية تشكل ولاية قضائية واحدة لهذا الغرض.
الدول الوحدوية عادة ما تكون عبارة عن ولايات قضائية واحدة، إلا أن المملكة المتحدة تُعد استثناءً بارزًا؛ إذ لديها ثلاث ولايات قضائية منفصلة بسبب ثلاثة أنظمة قانونية منفصلة.

## كتابات أخرى
- Beale, Joseph H. (1935) A Treatise on the Conflict of Laws. ISBN ISBN 1-58477-425-8
- Dicey & Morris. (1993) The Conflict of Laws 12th edition. London: Sweet & Maxwell Ltd. (pp26/30) ISBN 0-420-48280-6
- McClean, David. (2000). Morris: The Conflict of Laws. London: Sweet & Maxwell Ltd. ISBN 0-421-66160-7